# Hiëroglyfenlieveheersbeestje
Het hiëroglyfenlieveheersbeestje (Coccinella hieroglyphica) is een kever uit de familie lieveheersbeestjes (Coccinellidae). De wetenschappelijke naam van de soort werd in 1758 gepubliceerd door Carl Linnaeus.

## Kenmerken
Het hiëroglyfenlieveheersbeestje wordt ongeveer 4 millimeter lang. De kleur van de dekschilden varieert van geel tot oranje, en ook geheel zwart komt voor. Ook het vlekken/stippenpatroon is variabel. Aan de voorzijde van het halsschild bevinden zich twee witte driehoeken. De poten zijn zwart.

## Leefwijze
Het hiëroglyfenlieveheersbeestje voedt zich vooral met larven van de heidekever (Lochmaea suturalis), maar ook van andere bladkevers.

## Verspreiding en leefgebied
De soort komt zowel in het Palearctisch gebied als het Nearctisch gebied voor. In Nederland en België is de soort zeldzaam. Het lieveheersbeestje leeft op de heide en in bosranden in struiken en dennen.

## Afbeeldingen

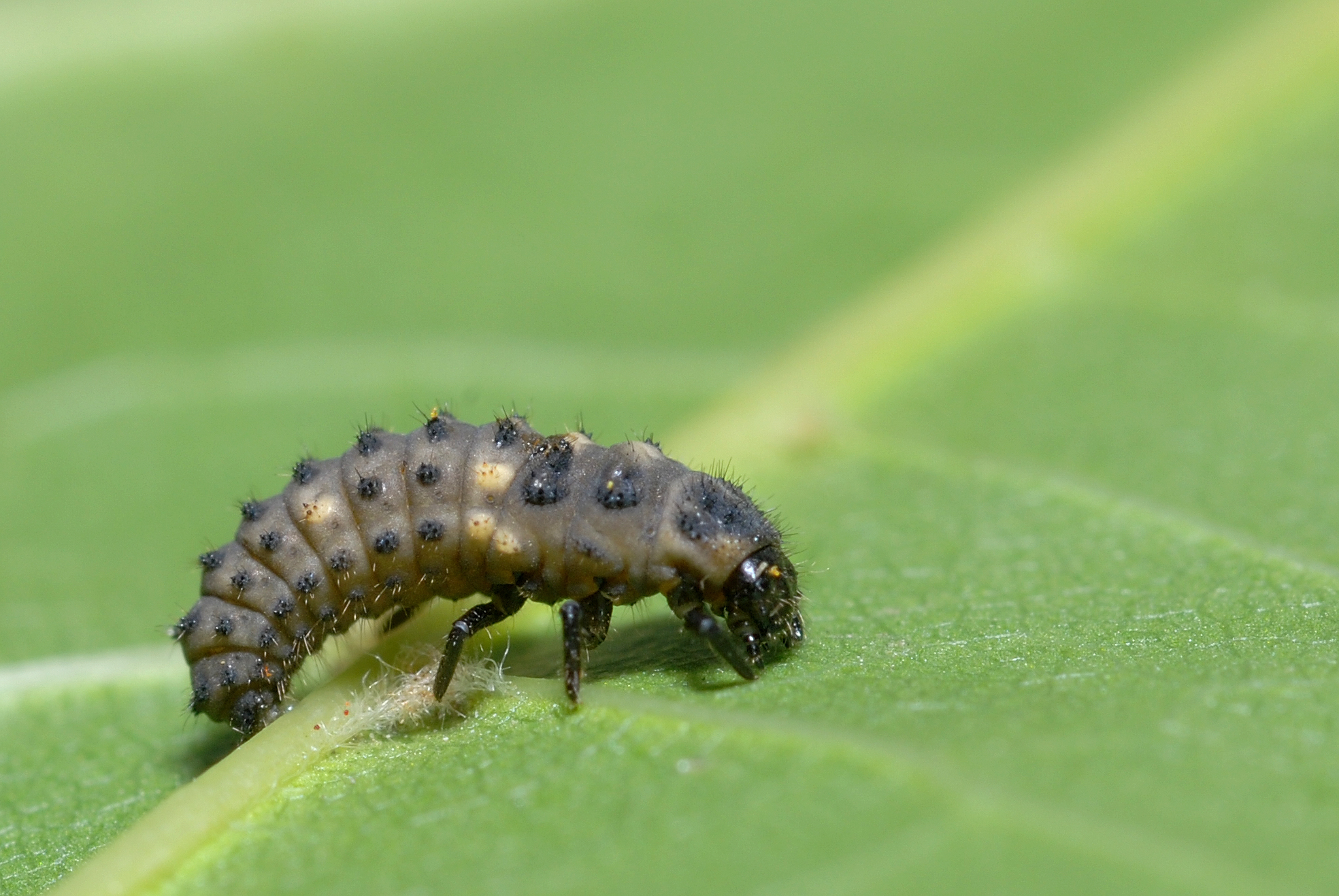
Larve
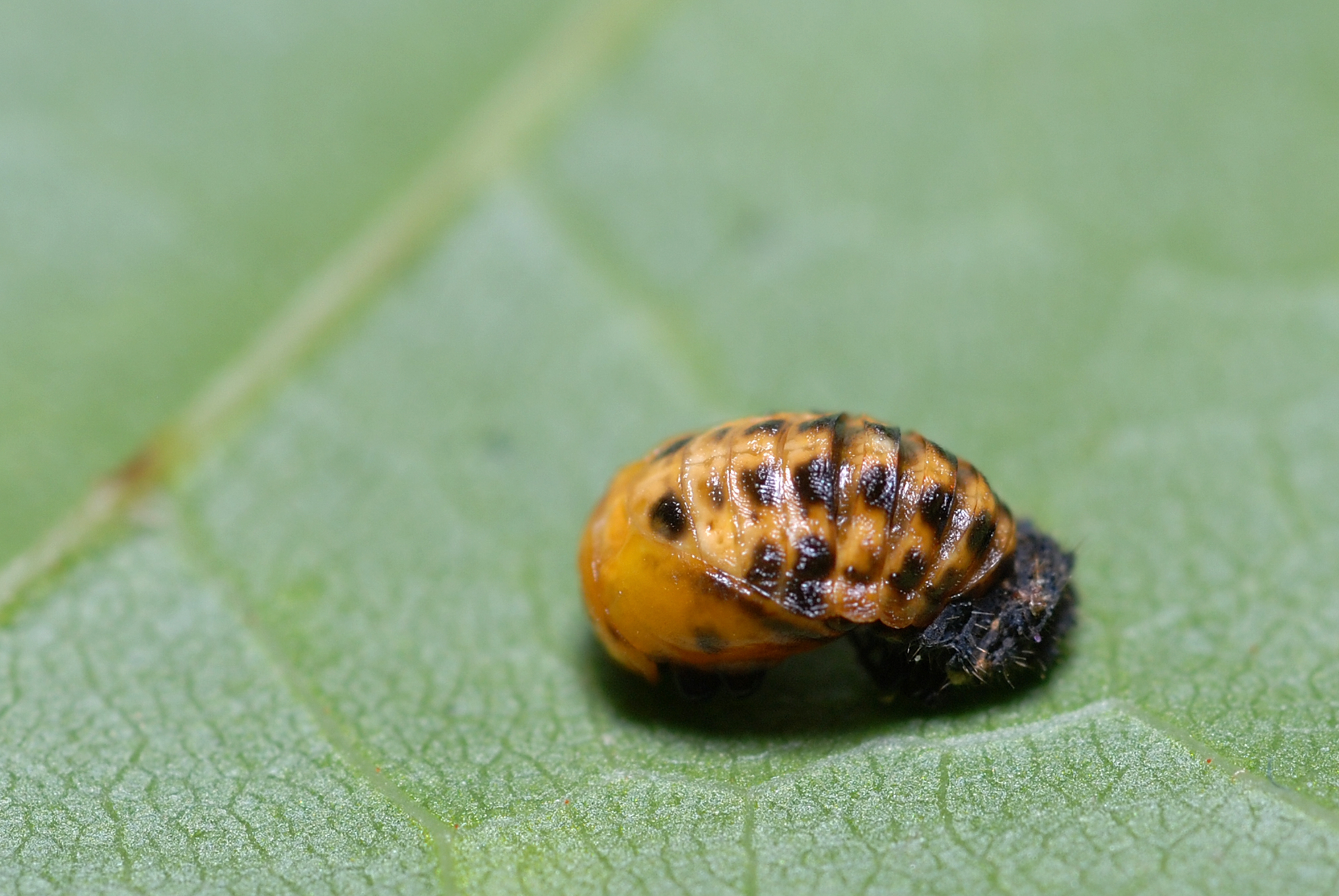
Pop